# Cordebugle
Cordebugle ist eine französische Gemeinde mit 163 Einwohnern (Stand 1. Januar 2022) im Département Calvados in der Region Normandie (vor 2016 Basse-Normandie). Sie gehört zum Kanton Lisieux im Arrondissement Lisieux. Die Einwohner werden Cordebuglais genannt.

## Geographie
Cordebugle liegt etwa sechzig Kilometer ostsüdöstlich von Caen und etwa zehn Kilometer ostsüdöstlich vom Stadtzentrum von Lisieux in der Landschaft Pays d’Auge. An der westlichen Gemeindegrenze verläuft das Flüsschen Courtonne. Umgeben wird Cordebugle von den Nachbargemeinden Marolles im Norden, La Chapelle-Hareng im Osten, Courtonne-les-Deux-Églises im Süden sowie Courtonne-la-Meurdrac im Westen und Nordwesten.

## Bevölkerungsentwicklung
| Jahr                       | 1962 | 1968 | 1975 | 1982 | 1990 | 1999 | 2006 | 2019 |
| Einwohner                  | 73   | 72   | 72   | 101  | 110  | 91   | 117  | 164  |
| Quellen: Cassini und INSEE |      |      |      |      |      |      |      |      |

## Sehenswürdigkeiten
- Kirche Saint-Pierre aus dem 12. Jahrhundert, Monument historique

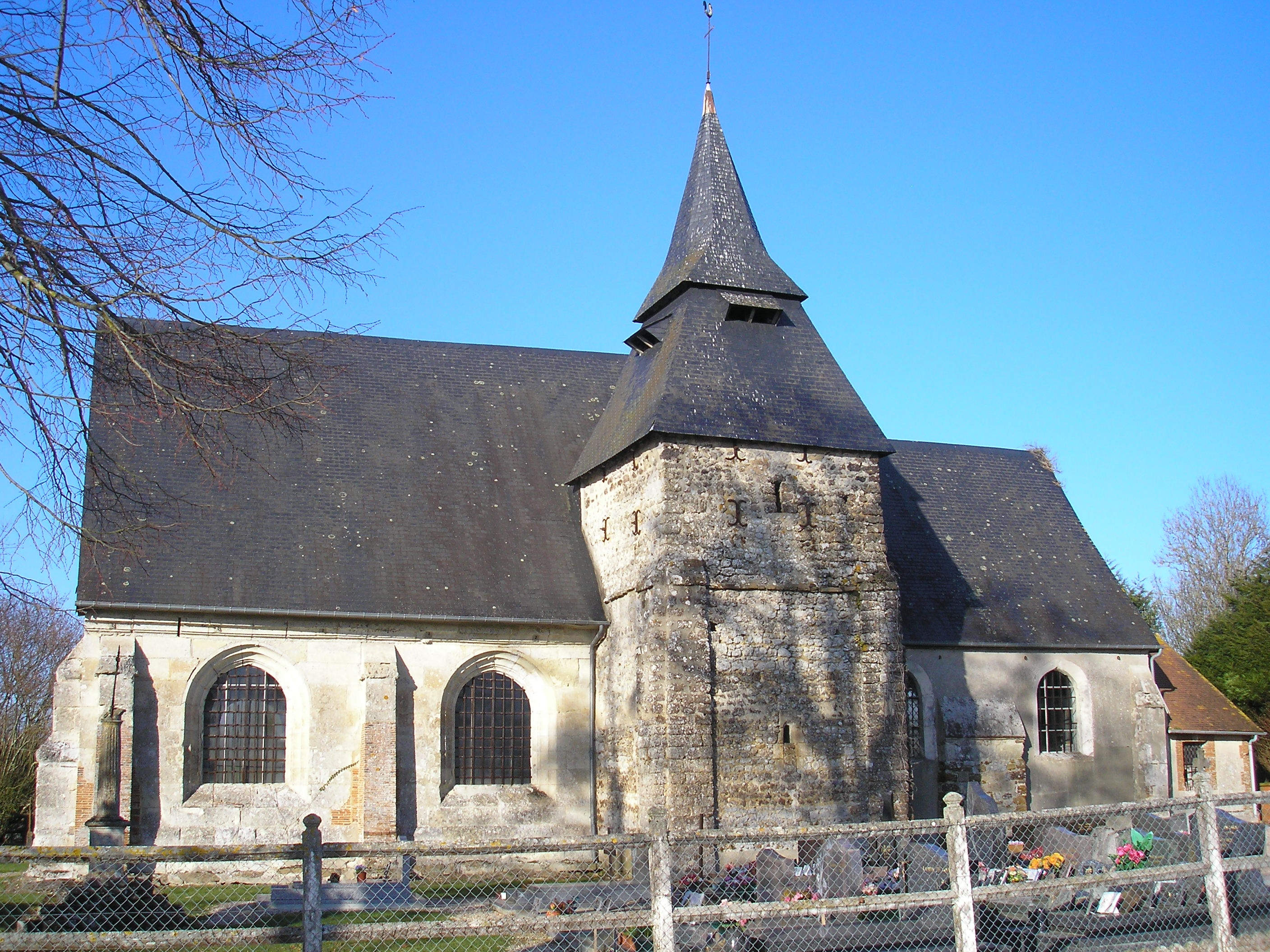
Kirche Saint-Pierre